# Chiesa di San Michele alla Chiusa
La chiesa di San Michele alla Chiusa, nei documenti più antichi chiesa di San Michele ad aquaeductum, era una chiesa di Milano. Situata all'incrocio tra le attuali via Chiusa e via Disciplini, fu demolita nel 1930.

## Storia e descrizione
L'esistenza della chiesa è attestata dal 1171 dalla citazione in documenti. Nel Duecento apparteneva ad un monastero con numerosi monaci.
Nel 1526 fu costruita una cappella dedicata alla Vergine Maria. In una descrizione a seguito di una visita pastorale da parte del cardinale Carlo Borromeo è considerata in cattive condizioni. I lavori di rinnovamento, supervisionati da Pellegrino Tibaldi si conclusero nel 1584. Altri piccoli interventi sono attestati nei secoli successivi.

## Descrizione
La chiesa era a due navate, risultato dall'unione della chiesa più antica e della cappella della Vergine. Presentava affreschi sulle volte e ospitava opere di Camillo Procaccini, nonché la Madonna delle Torri del Bramantino.